# إد ماكباين
إد ماكباين (بالإنجليزية: Ed McBain) (15 أكتوبر 1926 - 6 يوليو 2005) مؤلف وكاتب سيناريو أمريكي. وُلد سلفاتور ألبرت لومبينو، واتخذ قانونًا اسم إيفان هانتر في عام 1952. على الرغم من نجاحه وشهرته باسم إيفان هانتر، اشتُهر أكثر باسم إد ماكباين، وهو الاسم الذي استخدمه لمعظم قصصه في أدب الجريمة، بدءًا من عام 1956. استخدم أيضًا أسماء مستعارة، مثل: جون أبوت وكيرت كانون وهانت كولينز وعزرا هانون وريتشارد مارستن، وسط الآخرين. أصبحت سلسلة رواياته الـ منطقة السابعة والثمانون أساسًا في أسلوب الشرطة الإجرائي.

## الحياة

### النشأة
وُلد سلفاتور لومبينو ونشأ في مدينة نيويورك. عاش في شرق هارلم حتى سن الثانية عشرة، عندما انتقلت عائلته إلى برونكس. التحق بمدرسة صغار أوينفيل الثانوية، ثم مدرسة إيفاندر تشايلدز الثانوية، قبل الفوز بمنحة رابطة طلاب الفن. لاحقًا، قُبل كطالب للفنون في كوبر يونيون. خدم لومبينو في سلاح البحرية في الحرب العالمية الثانية وكتب العديد من القصص القصيرة أثناء خدمته على متن مدمرة في المحيط الهادئ. ومع ذلك، لم تُنشر أي من هذه القصص إلا بعد إثبات نفسه كمؤلف في الخمسينيات.
بعد الحرب، عاد لومبينو إلى نيويورك والتحق بكلية هانتر، حيث تخصص في اللغة الإنجليزية وعلم النفس، مع القاصرين في فن التمثيل والتعليم، وتخرج من فاي بيتا كابا. نشر عمودًا أسبوعيًا في صحيفة كلية هانتر باسم »إس إيه لومبينو«. في عام 1981، قُلد لومبينو منصبًا في قاعة مشاهير كلية هانتر، حيث كُرم لإنجازه المهني المتميز.
أثناء بحثه لبدء مهنة ككاتب، تولى لومبينو مجموعة متنوعة من الوظائف، بما في ذلك العمل 17 يومًا كمدرس في مدرسة برونكس المهنية الثانوية في سبتمبر عام 1950. ستشكل هذه التجربة لاحقًا أساسًا لروايته أدغال الطاولة السوداء (1954)، كُتبت تحت اسم مستعار إيفان هانتر.
في عام 1951، تولى لومبينو وظيفة محرر تنفيذي في وكالة سكوت ميريديث الأدبية، حيث عمل مع مؤلفين، مثل: بول أندرسون وآرثر سي كلارك وليستر ديل ري وريتشارد إس براثر ووبي جي ووديهاوس. باع أول قصة قصيرة مهنية في نفس العام، وهي قصة خيال علمي بعنوان »مرحبًا، أيها المريخيون! «، نُسبت إلى إس إيه لومبينو.

### جدل بشأن دين هدسون
يُشاع أن هانتر كتب منذ فترة طويلة عددًا غير معروف من الروايات الإباحية، مثل: دين هدسون، لدور نشر وليام هاملينغ. أنكر هانتر بإصرار وثبات كتابة أي كتب مثل هدسون حتى وفاته. ومع ذلك، يبدو أن وكيله سكوت ميريديث باع الكتب لشركة هاملينغ كأعمال هانتر، وحصل على المال لهذه الكتب نقدًا. على الرغم من أن إنكاره يُعد وجيهًا، فإن هذا في حد ذاته ليس دليلاً حاسمًا: من المؤكد أن ميريديث أحال الروايات إلى هاملينغ عن طريق عدد من المؤلفين، مدعيًا أن هذه الروايات كتبها هدسون لمجرد بيعها. نُشرت ثلاثة وتسعون رواية تحت اسم هدسون بين عامي 1961 و1969، وحتى أكثر المؤيدين المتعطشين لنظرية هانتر-هدسون لا يعتقدون أن هانتر مسؤول عن الـ 93 كافة.

### الحياة الشخصية
كان لديه ثلاثة أبناء: ريتشارد هانتر، مؤلف ومحاور ومستشار لرؤساء قسم المعلومات بشأن القيمة التجارية وقضايا المخاطر، ولاعب هارمونيكا. مارك هانتر، أكاديمي ومعلم ومراسل استقصائي ومؤلف؛ وتيد هانتر، رسام تُوفي في عام 2006.

### الوفاة
نظرًا لكونه مدخنًا شرهًا لعدة عقود، أُصيب هانتر بثلاث نوبات قلبية على مدى عدد من السنوات (الأولى في عام 1987) وكان بحاجة لعملية جراحية في القلب. اكتُشفت خلايا سرطانية في حنجرته في عام 1992. أُزيلت بعد ذلك، ولكن عادت المشكلة في وقت لاحق، وتُوفي هانتر بسبب سرطان الحنجرة في عام 2005، عن عمر يناهز 87 عامًا، في ويستون بولاية كونيتيكت.

## روابط خارجية
- إد ماكباين على موقع IMDb (الإنجليزية)
- إد ماكباين على موقع الموسوعة البريطانية (الإنجليزية)
- إد ماكباين على موقع ألو سيني (الفرنسية)
- إد ماكباين على موقع ميوزك برينز (الإنجليزية)
- إد ماكباين على موقع قاعدة بيانات برودواي على الإنترنت (الإنجليزية)
- إد ماكباين على موقع قاعدة بيانات برودواي على الإنترنت (الإنجليزية)
- إد ماكباين على موقع قاعدة بيانات برودواي على الإنترنت (الإنجليزية)
- إد ماكباين على موقع قاعدة بيانات الأفلام السويدية (السويدية)
- إد ماكباين على موقع إن إن دي بي (الإنجليزية)
- إد ماكباين على موقع ديسكوغز (الإنجليزية)